# Naturschutzgebiet Teufelssee bei Thelkow
Koordinaten: 54° 3′ 5,6″ N, 12° 33′ 24,1″ O

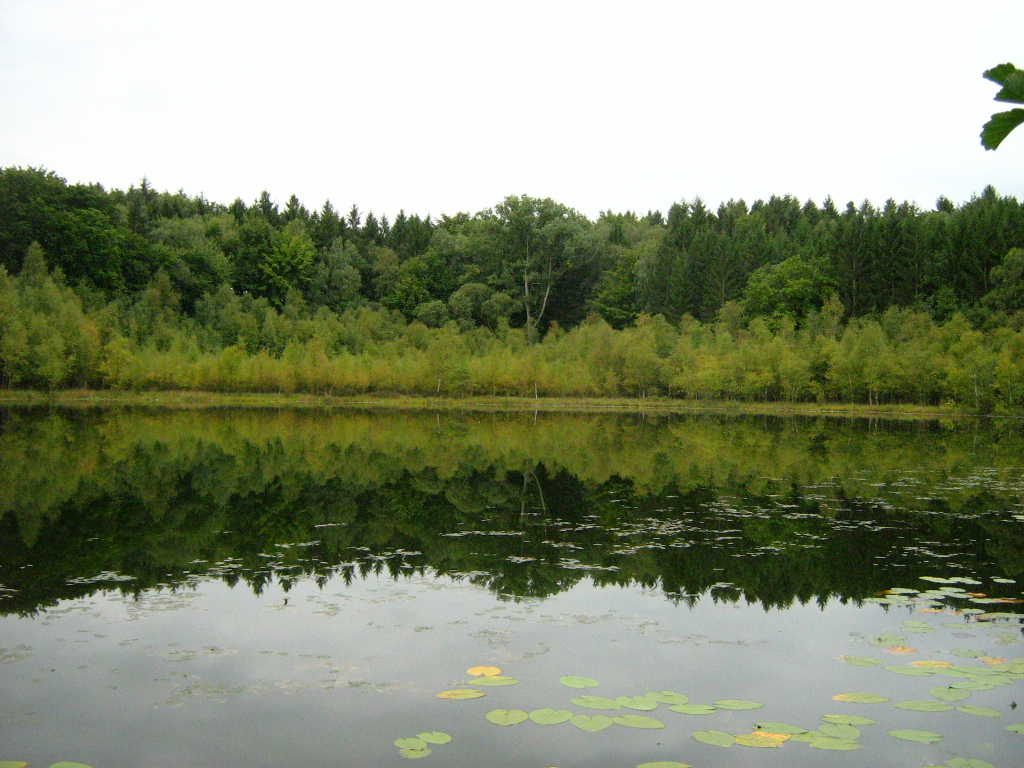
Der Teufelssee mit der Verlandungszone im westlichen Uferbereich

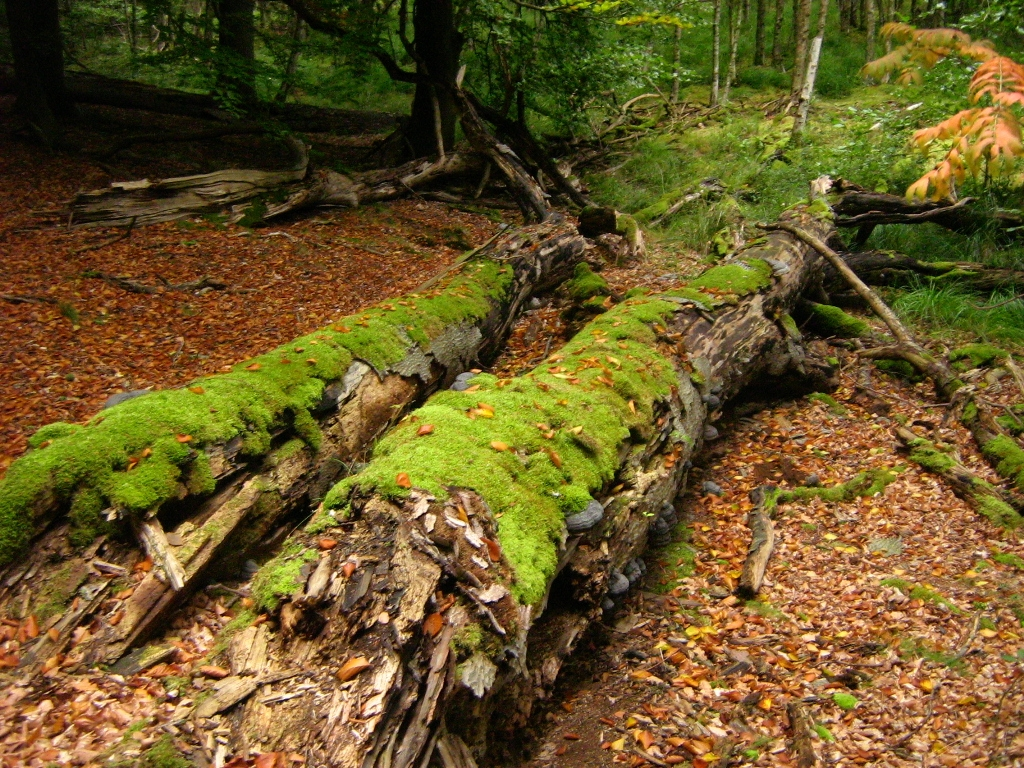
Totholz am Uferhang des Teufelssees

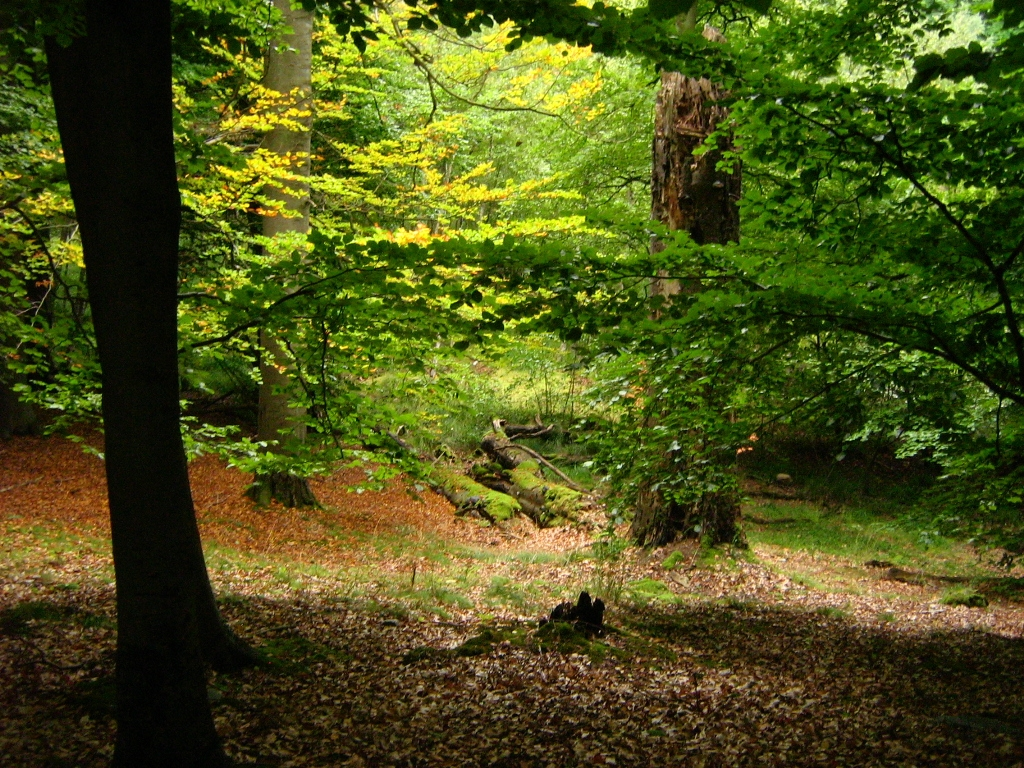
Alte Rotbuchen an den Uferhängen des Teufelssees

Das Naturschutzgebiet Teufelssee bei Thelkow ist ein 8 Hektar umfassendes Naturschutzgebiet in Mecklenburg-Vorpommern einen Kilometer nördlich von Thelkow. Es liegt in der hügeligen Waldlandschaft des Lieper Holzes. Die rechtliche Festsetzung erfolgte am 1. November 1958. Das Naturschutzgebiet umfasst neben dem Teufelssee eine sich westlich  anschließende hochmoorartige Verlandungszone und die umgebenden Rotbuchenaltholzbestände auf den Uferhängen. Teilweise ist eine naturferne Bestockung mit Fichten vorhanden. Das Naturschutzgebiet bietet zahlreiche Lebensräume für verschiedene Tier- und Pflanzenarten. Sehenswert ist der jungsteinzeitliche Urdolmen Großsteingrab Thelkow am nördlichen Rand des Naturschutzgebietes, der durch einen Waldweg erschlossen ist.